# Champoz
Champoz is een gemeente en plaats in het Zwitserse kanton Bern, en maakt deel uit van het district Jura bernois.
Champoz telt 157 inwoners.